# Zelotomys woosnami
Espèce
Statut de conservation UICN

 LC  : Préoccupation mineure
Répartition géographique
Zelotomys woosnami est une espèce de rongeur de famille des Muridae, du genre Zelotomys, présente en Afrique australe. Elle a été décrite pour la première fois en 1906 par le zoologiste Harold Schwann.

## Répartition et habitat
L'espèce est présente en Afrique du Sud (provinces de Cap-du-Nord et Nord-Ouest), au Botswana, en Namibie et au sud de l'Angola. On la trouve entre 800 et 1 200 m d'altitude. Elle vit dans la savane sèche près des cours d'eau, souvent en association avec les acacias sur un sol de calcaire et d'argile.

## Menaces
L'Union internationale pour la conservation de la nature la distingue comme  espèce de « Préoccupation mineure » (LC) sur sa liste rouge.